# Saint-Julien-de-Briola
Saint-Julien-de-Briola är en kommun i departementet Aude i regionen Occitanien  i södra Frankrike. Kommunen ligger  i kantonen Fanjeaux som ligger i arrondissementet Carcassonne. År 2022 hade Saint-Julien-de-Briola 80 invånare.

## Befolkningsutveckling
Antalet invånare i kommunen Saint-Julien-de-Briola
Referens: INSEE